# Brat (montagne)
Pour les articles homonymes, voir Brat.
Le Brat (en français : le « Frère », en russe : Брат) est une montagne d'une altitude de 242 mètres située dans le raïon de Partizansk dans le kraï du Primorié, à l'embouchure du fleuve Partizanskaïa (appelé Soutchan jusqu'en 1972). Il est proche de la ville de Nakhodka. Au milieu du XXe siècle, son sommet a été arasé pour en faire des matériaux de construction. Dans la ville de Nakhodka se trouve, à proximité, un mont similaire mais non arasé : la Sestra.

## Toponymie
Les monts Brat et Sestra ont autrefois porté d'autres noms. Leurs noms actuels leur ont été donnés par les colons russes au cours du XXe siècle. Vladimir Arseniev l'explorateur et typographe russe utilisait les anciennes dénominations d'avant l'arrivée des immigrants russes (t.4, Primizdat, 1947) : « À l'endroit où le Soutchan se jette dans la mer, il existe deux rochers identiques, l'un à côté de l'autre : celui qui est plus près de la mer s'appelait alors Da-naï-chan (ensemble ils ressemblent à deux seins) et l'autre qui est plus près du fleuve Er-Naï-Chan. » De même, l'ingénieur des mines I. S. Bogolioubski, dans son ouvrage édité en 1876, écrit :
« La rive orientale du golfe Amerika se compose de grès, avec des couches intermédiaires de quartzite, contiguës
à du calcaire, qui forment à l'embouchure du Soutchan deux monts appelés les deux frères. »
Depuis les années 1880, le mont Brat avait reçu la dénomination officielle de « pic Nord de Klykov » (et la Sestra celle de « pic Sud de Krykova »), en l'honneur du géographe russe Mikhaïl Klykov (ru) qui effectua des travaux hydrographiques dans la baie de Nakhodka dans la seconde moitié du XIXe siècle. Ces appellations sont utilisées sur les cartes russes du XIXe siècle et plus actuellement.

## Géographie
Ce mont est un ancien récif dont l'âge est estimé à 250 millions d'années. Comme la montagne voisine Sestra, il est composé de calcaire. Il a été anciennement recouvert par les eaux, puis couvert de forêts tropicales. Les pentes sont recouvertes de végétation. Les flancs sont formés de rochers, de falaises et d'éboulis.
À Nakhodka et dans le raïon de Partisanski, une opinion largement répandue persiste selon laquelle l'arasement du sommet du « Brat » a modifié le climat de la région et conduit à l'augmentation du brouillard.

## Histoire
Le premier explorateur de ce mont Brat est le géographe russe Fiodor Bousse (1838-1896). Un autre explorateur et futur écrivain russe réputé, Vladimir Arseniev, le parcourut plus tard lui aussi.
L'archimandrite et sinologue russe Piotr Kafarov, qui visite Nakhodka en 1871, a conservé la légende de la population locale selon laquelle à l'époque de la présence du peuple Jurchens (peuple Toungouses) il existait un temple dédié à la déesse Lune dans lequel se trouvaient deux idoles en or. Les prêtres du temple s'occupaient du traitement des patients grâce aux sources d'eau chaude voisines et se voyaient remerciés par des offrandes faites d'or. Au cours d'une guerre, les prêtres cachent les idoles d'or et leurs trésors dans les profondeurs de la montagne en creusant un puits artésien qu'ils recouvrent ensuite de pierres.

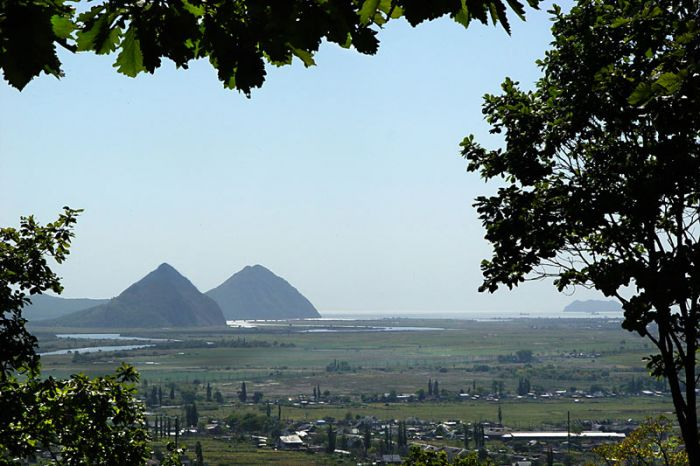
Monts Sestra et Brat avant l'arasement des années 1930 : reconstitution.

En 1930, a commencé sur le mont Brat l'extraction de pierres naturelles pour la construction de quais d'amarrage au port de Nakhodka. Ces travaux sont suspendus durant la guerre de 1941-1945. Dans les années 1950 l'extraction devient intensive. Au sommet, où le dynamitage permettait l'extraction, sont construits des chemins de terre pour les bulldozers et les camions-extracteurs de marque BelAZ. Dans les années 1970, la production de pierre concassée est abandonnée. En 40 ans d'exploitation, le sommet du mont a été réduit de 79 mètres.
En 2000, une expédition archéologique de la section extrême-orientale de l'Académie des sciences sonde les sous-sols et trouve des traces d'une ancienne route sur un des flancs.

## Dans la culture
Le poète de Nakhodka Guenadi Bogdankevtich dédie ces vers aux deux monts : « Là où le Soutchan rencontre la mer et affronte dans la douleur la force des vagues puissantes pour l'éternité. La « Sœur » se tient debout et le « Brat » est décapité. » (extrait du poème de Guenadi Bogdankevitch).
Ces deux monts Brat et Sestra en forme de pyramides au milieu des vallées ne manquent pas non plus de rappeler la perspective des pyramides antiques d'Égypte.